# Quentin Burgi
Quentin Burgi, né le 14 juillet 1992, est un kayakiste français.

## Carrière
Quentin commence sa carrière sportive en 2006 dans la foulée de ses deux frères Nicolas et Kévin, au sein du Centre d'Activités de Plein Air d'Huningue.
Entraîné par Mehdi Amini, il obtient rapidement de bons résultats avec une troisième place aux Championnats de France cadets (15-16 ans) en 2008, à Bourg Saint Maurice. Très investi dans son sport, il développe à cette époque un bateau pour les petits gabarits, le "Moustik", en collaboration avec son entraîneur et le constructeur français de canoë-kayak Winner Pro.
Doté d'une aisance technique très élevée, il développe à cette époque son style de navigation très agressif, qui lui vaut quelques déconvenues lors de ses jeunes années avec de nombreuses pénalités de franchissement sur les Championnats de France junior (17-18 ans) en 2009 et 2010,. Il rejoint à cette époque le club voisin de Sélestat (Canoë Kayak Club de L'Ill Sélestat, CAKCIS) et l'équipe de France junior de slalom. Dans ce contexte, il remporte aux championnats du monde juniors de Foix 2010 la médaille d'argent en course par équipe (avec Bryan Seiler et Quentin de Fierville), terminant 5ème de la course individuelle.
Les premières années de sénior (19-34 ans) sont plus compliquées pour Quentin, qui bute sur la concurrence de haut niveau imposée par les plus âgés Etienne Daille, Boris Neveu, Matthieu Biazizzo et Sébastien Combot, ces trois derniers monopolisant le podium en K1 hommes du Championnat du monde slalom 2014. De plus, Quentin est à cette époque en concurrence frontale avec Bastien Damiens, qui, bien que plus jeune de trois ans, parvient à s'imposer en équipe de France séniors dès 2012. Dans ce contexte, l'athlète parvient à maintenir son statut en conservant sa place en équipe de France espoirs (moins de 23 ans), avec laquelle il décroche une médaille aux Championnats d'Europe juniors 2014 à Skopje.
De 2015 à 2017, Quentin fait progressivement évoluer son style de navigation, changeant notamment de fournisseur de kayak pour rejoindre le slovaque Vajda et déplaçant son centre d'entraînement sur le pôle national de Pau, où sont regroupés les meilleurs français de l'époque. Il termine par ailleurs ses études d'ingénieur à l'École nationale supérieure en génie des technologies industrielles. Les résultats sportifs finissent par arriver en 2018, quand, pour la première fois, il rejoint l'équipe de France sénior.
En 2019, il conserve sa place en équipe de France, remporte sa première médaille individuelle aux championnats de France séniors (en argent) et surtout remporte sa première médaille internationale, en bronze en kayak monoplace aux Championnats d'Europe de slalom 2019 à Pau.
Il remporte avec Boris Neveu et Mathurin Madoré la médaille d'or en kayak par équipes aux Championnats d'Europe de slalom 2020 à Prague.